# Кркната
Кркната је мало ненасељено острво у хрватском делу Јадранског мора у Задарском архипелагу.
Налази се се источно од Дугог отока, пред заливом, на чијој обали се налазе насеља Жман и Заглав. Површина острва износи 0,392 км². Дужина обалске линије је 3,44 км.. Највиши врх на острву је висок 17 м.